# Come Back to the Five and Dime, Jimmy Dean, Jimmy Dean (película)
Come Back to the Five and Dime, Jimmy Dean, Jimmy Dean es la adaptación cinematográfica de la obra teatral del mismo nombre de Ed Graczyk, estrenada en 1982, y cuenta con Sandy Dennis, Cher y Karen Black en los papeles estelares y con Robert Altman en la dirección.

## Argumento
Un grupo de jovencitas, seguidoras del actor estadounidense James Dean crean un fan club en su nombre a mediados de los años cincuenta, sin embargo, tras la intempestiva muerte del actor y la dispersión de sus miembros, el club se separa con la promesa de un próximo encuentro.
Veinte años después, en 1975, tres de los miembros que aún se encuentran en la zona: Sissy, Joanne y Mona, se reencuentran para conmemorar el vigésimo aniversario de la muerte del actor. El reencuentro tiene lugar en uno de sus lugares de reunión favoritos: una tienda de baratijas (conocida como «five-and-dime store» en inglés). No obstante, la reunión de las tres chicas no sólo se limita a un simple homenaje a James Dean, sino una franca reflexión acerca de sus vidas veinte años atrás y de como, la adversidad ha hecho de las suyas para convertirlas en las mujeres que son dos décadas después.

## Reparto
- Sandy Dennis como Mona.[3]
- Cher como Sissy.
- Karen Black como Joanne.
- Sudie Bond como Juanita.
- Marta Heflin como Edna Louise.
- Kathy Bates como Stella Mae.
- Mark Patton como Joe Qualley.
- Caroline Aaron como Martha.
- Ruth Miller como Clarissa.
- Gena Ramsel como Sue Ellen.
- Ann Risley como Phyllis Marie.
- Dianne Turley Travis como Alice Ann.